# Shin-Yakushi-ji

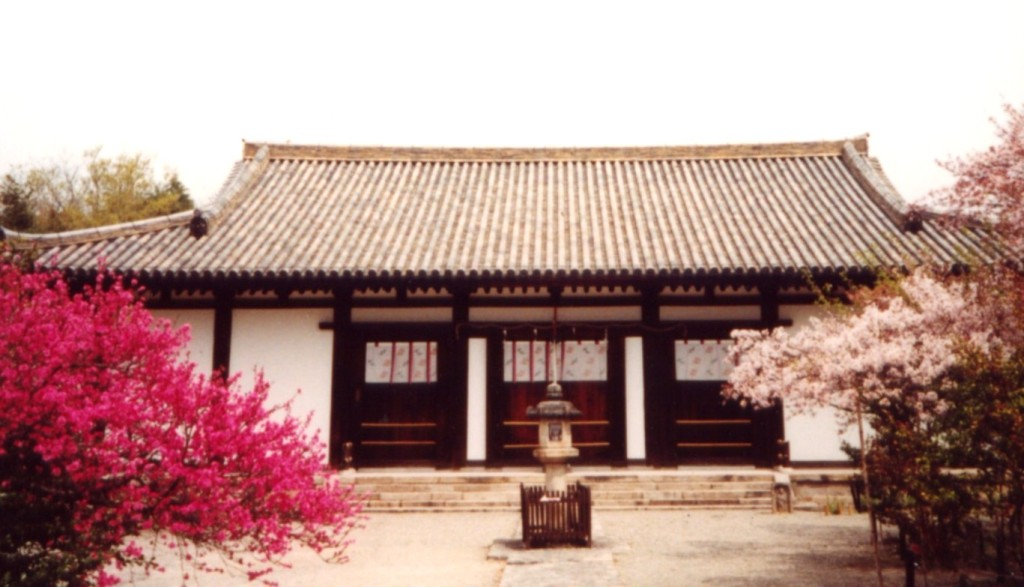
Shin'yakushi-ji, Haupthalle

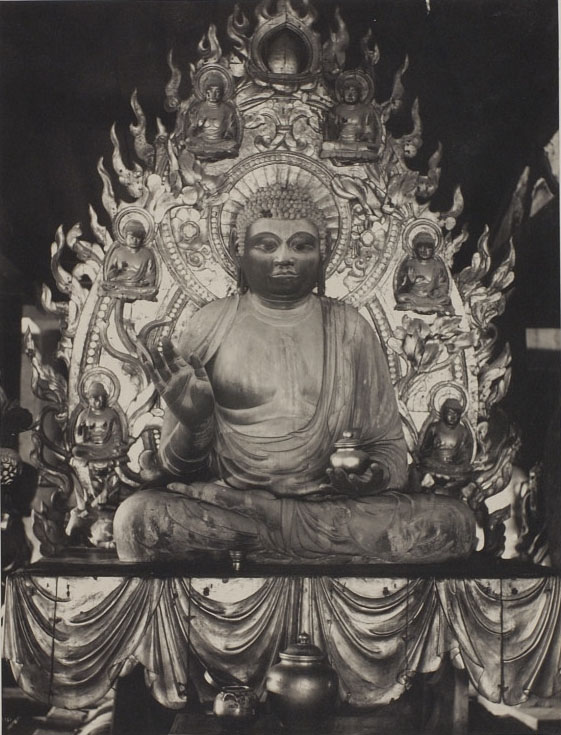
Yakushi

Der Shin-Yakushi-ji (japanisch 新薬師寺) ist ein buddhistischer Tempel der Kegon-Schule in Nara.

## Geschichte
Der Tempel wurde 747 von der Kaiserin Kōmyō, Frau des Kaisers Shōmu gegründet, um für ihren an den Augen erkrankten Mann zu beten. Die ursprüngliche Anlage bestand aus Haupthalle, Lehrhalle, einer Ost- und einer West-Pagode, aber fast alle Gebäude des Tempels aus der Tempyō-Zeit wurden durch Blitzeinschlag, Taifune und die Verwüstungen am Ende der Heian-Zeit zerstört. Nur die Haupthalle (hondō) blieb erhalten und ist somit ein bedeutendes Zeugnis der Architektur der frühen Nara-Zeit.
In der Kamakura-Zeit wurde von den Priestern Gedatsu (解脱上人; 1155–1213) und Myōe (明恵上人; 1173–1232) Bauten ergänzt, auch die Mutter des Shogun Tokugawa Tsunayoshi, Keishō-in, trug zur Restaurierung der Statuen bei.

## Die Gebäude
(⦿ = Nationalschatz, ◎ = Wichtiges Kulturgut Japans)
- ⦿ Haupthalle (本堂, Hondō), aus der Nara-Zeit, 747 erbaut, vermutlich ursprünglich ein Refektorium (Jikidō), nach Brand des Kondō zur Haupthalle avanciert, einzig erhaltenes Gebäude des ursprünglichen Tempels
- ◎ Glockenturm (鐘楼, Shōrō), aus der Kamakura-Zeit, 1279 erbaut, ◎ Glocke aus der Nara-Zeit, stammt aus dem abgebrannten Glockenturm (Tsurigane-dō) des Gangō-ji
- ◎ Jizō-Halle (地蔵堂, Jizōdō), aus der Kamakura-Zeit, enthält heute aber eine Kannon-Figur
- ◎ Osttor (東門, Higashimon), aus der frühen Kamakura-Zeit
- ◎ Südtor (南門, Minamimon), aus der Kamakura-Zeit

## Tempelschätze

### Hauptkultfigur
- ⦿Yakushi Nyorai, im Inneren wurden 8 Hefte ⦿Hokke-Sutren entdeckt.

### Die zwölf himmlischen Generäle

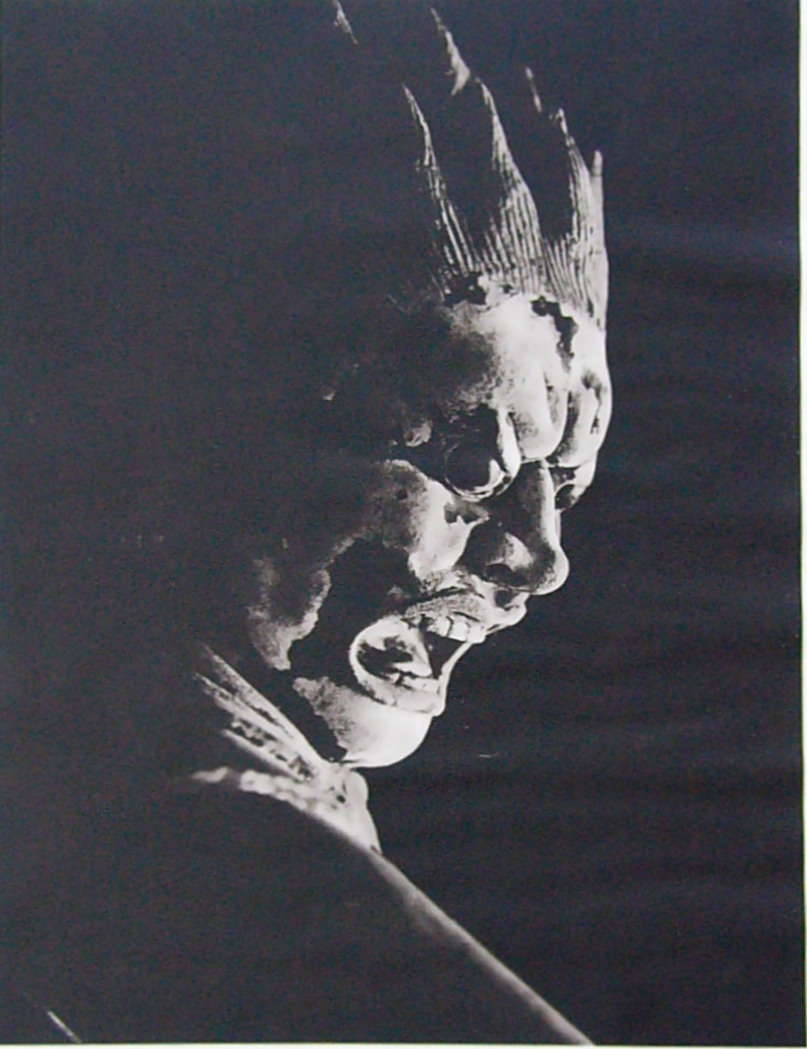
Basara

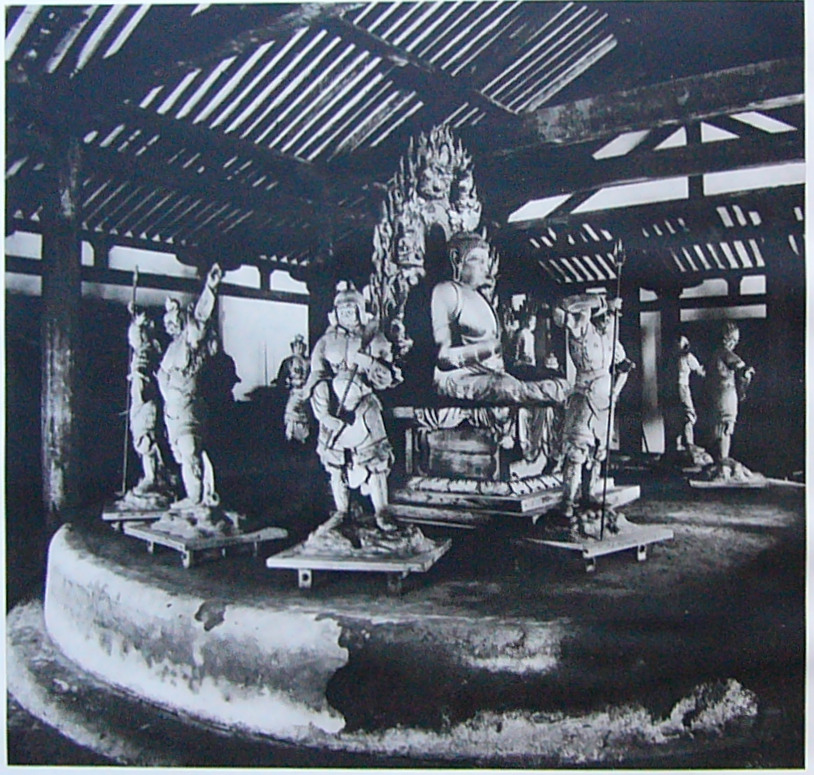
Die 12 Generäle und Yakushi

Ein besonderer Schatz des Tempels sind die zwölf himmlischen Generäle (十二神将, Jūni shinshō). Sie sind kreisförmig auf der runden Plattform (Dais) von 9 m Durchmesser und 90 cm Höhe in der Mitte des Raumes um die Yakushi-Figur herum aufgestellt, mit dem Gesicht nach außen gerichtet. Alle Figuren haben einen Stützkern, dessen Oberfläche mit Ton gestaltet ist (塑像, sozō). Sie sind etwa 160 cm hoch, stammen bis auf den Showa-zeitlichen Haira aus der Tempyō-Zeit und sind außer diesem als ⦿ registriert. Die Listung erfolgt im Gegenuhrzeigersinn, rechts vor dem Yakushi Nyorai beginnend, und entspricht der Zuordnung seitens des Tempels:
| Nr. | Japanisch | Japanisch | Sanskrit |
| Nr. | Kanji     | Name      | Sanskrit |
| --- | --------- | --------- | -------- |
| 01  | 伐折羅    | Basara    | Vajra    |
| 02  | 額弥羅    | Anira     | Anila    |
| 03  | 波夷羅    | Haira     | Pāyila   |
| 04  | 毘羯羅    | Bigyara   | Vikarāla |
| 05  | 摩虎羅    | Makora    | Mahoraga |
| 06  | 宮毘羅    | Kubira    | Kuṁbhīra |
| 07  | 招杜羅    | Shōtora   | Catura   |
| 08  | 真達羅    | Shintara  | Kinnara  |
| 09  | 珊底羅    | Santera   | Śaṇṭhila |
| 10  | 迷企羅    | Meikira   | Mekhila  |
| 11  | 安底羅    | Antera    | Antila   |
| 12  | 因達羅    | Intara    | Indra    |

### Weitere Schätze
Aus der Hakuhō-Zeit:
- ◎ Bronze-Yakushi, aus der Heian-Zeit:
- ◎ Tausendarmige Kannon (Holz),
- ◎ Fudōmyōō (Holz) mit zwei kindlichen Begleitern.